# Groupama-FDJ/2020
Deze pagina geeft een overzicht van de Groupama-FDJ UCI World Tour wielerploeg in 2020.

## Algemeen
Algemeen manager: Marc Madiot
Teammanager: Yvon Madiot
Ploegleiders: Thierry Bricaud, Martial Gayant, Frédéric Guesdon, Sébastien Joly, Philippe Maduit, Frank Pineau, Jussi Veikkanen
Fietsen: Lapierre
Banden: Continental AG
Onderdelen en wielen: Shimano

## Renners
| Naam                  | Geboortedatum | Nationaliteit | Ploeg 2019                       |
| --------------------- | ------------- | ------------- | -------------------------------- |
| Bruno Armirail        | 11-04-1994    | Frankrijk     |                                  |
| William Bonnet        | 25-06-1982    | Frankrijk     |                                  |
| Alexys Brunel         | 10-10-1998    | Frankrijk     | Equipe continentale Groupama-FDJ |
| Mickaël Delage        | 06-08-1985    | Frankrijk     |                                  |
| Arnaud Démare         | 26-08-1991    | Frankrijk     |                                  |
| Antoine Duchesne      | 12-09-1991    | Canada        |                                  |
| Kilian Frankiny       | 26-01-1994    | Zwitserland   |                                  |
| David Gaudu           | 10-10-1996    | Frankrijk     |                                  |
| Kevin Geniets         | 09-01-1997    | Luxemburg     |                                  |
| Jacopo Guarnieri      | 14-08-1987    | Italië        |                                  |
| Simon Guglielmi       | 01-07-1997    | Frankrijk     | Equipe continentale Groupama-FDJ |
| Ignatas Konovalovas   | 08-12-1985    | Litouwen      |                                  |
| Stefan Küng           | 16-11-1993    | Zwitserland   |                                  |
| Matthieu Ladagnous    | 12-12-1984    | Frankrijk     |                                  |
| Olivier Le Gac        | 27-08-1993    | Frankrijk     |                                  |
| Fabian Lienhard       | 03-09-1993    | Zwitserland   | IAM Excelsior                    |
| Tobias Ludvigsson     | 12-02-1991    | Zweden        |                                  |
| Valentin Madouas      | 12-07-1996    | Frankrijk     |                                  |
| Rudy Molard           | 17-08-1989    | Frankrijk     |                                  |
| Thibaut Pinot         | 29-05-1990    | Frankrijk     |                                  |
| Sébastien Reichenbach | 28-05-1989    | Zwitserland   |                                  |
| Anthony Roux          | 18-04-1987    | Frankrijk     |                                  |
| Marc Sarreau          | 10-06-1993    | Frankrijk     |                                  |
| Miles Scotson         | 18-01-1994    | Australië     |                                  |
| Romain Seigle         | 11-10-1994    | Frankrijk     |                                  |
| Ramon Sinkeldam       | 09-02-1989    | Nederland     |                                  |
| Benjamin Thomas       | 12-09-1995    | Frankrijk     |                                  |
| Léo Vincent           | 06-11-1995    | Frankrijk     |                                  |

### Vertrokken
| Naam              | Geboortedatum | Nationaliteit | Ploeg 2020                       |
| ----------------- | ------------- | ------------- | -------------------------------- |
| Daniel Hoelgaard  | 01-07-1993    | Noorwegen     | Uno-X Norwegian Development Team |
| Steve Morabito    | 30-01-1983    | Zwitserland   | gestopt                          |
| Georg Preidler    | 17-06-1990    | Oostenrijk    | geschorst per maart 2019*        |
| Benoît Vaugrenard | 05-01-1982    | Frankrijk     | gestopt                          |

* wegens betrokkenheid bij Operatie Aderlass

## Overwinningen
| Nationale kampioenschappen wielrennen Frankrijk - wegrit: Arnaud Démare Luxemburg - wegrit: Kevin Geniets Zwitserland - tijdrit: Stefan Küng Europese kampioenschappen wielrennen Tijdrijden: Stefan Küng Ster van Bessèges 1e etappe: Alexys Brunel Jongerenklassement: Alexys Brunel Milaan-Turijn Arnaud Demare Ronde van Wallonië 2e etappe: Arnaud Démare 4e etappe: Arnaud Démare Eindklassement: Arnaud Démare Puntenklassement: Arnaud Démare Ronde van Poitou-Charentes in Nouvelle-Aquitaine 1e etappe: Arnaud Démare 2e etappe: Arnaud Démare 4e etappe: Arnaud Démare Eindklassement: Arnaud Démare Puntenklassement: Arnaud Démare Ronde van Luxemburg 2e etappe: Arnaud Démare | Ronde van Italië 4e etappe: Arnaud Démare 6e etappe: Arnaud Démare 7e etappe: Arnaud Démare Ronde van Spanje 11e etappe: David Gaudu 17e etappe: David Gaudu |  |

1997 · 1998 · 1999 · 2000 · 2001 · 2002 · 2003 · 2004 · 2005 · 2006 · 2007 · 2008 · 2009 · 2010 · 2011 · 2012 · 2013 · 2014 · 2015 · 2016 · 2017 · 2018 · 2019 · 2020 · 2021 · 2022 · 2023 · 2024 · 2025
AG2R-La Mondiale · Astana Pro Team · Bahrain McLaren · BORA-hansgrohe · CCC Team ·  Cofidis, Solutions Crédits · Deceuninck–Quick-Step · EF Education First · Groupama-FDJ · Israel Start-Up Nation · Lotto Soudal · Mitchelton-Scott · Movistar Team ·  NTT Pro Cycling · Team INEOS · Team Jumbo-Visma · Team Sunweb · Trek-Segafredo · UAE Team Emirates